# Doszpot Péter
Doszpot Péter (Debrecen, 1962. december 4.) magyar politikus, rendőrtiszt.

## Életrajza
A nyolcosztályos általános iskolát Tápiószecsőn járta ki, Nagykátán folytatta a középiskolai, az érettségit 1981-ben tette le. Zsámbékon végezte el a Tanítóképző Főiskolát, majd 1990-ben szerzett diplomát a Rendőrtiszti Főiskolán.
1987-ben került a magyar rendőrséghez, előbb Nagykáta Városi Rendőrkapitányságán dolgozott mint bűnügyi nyomozó 1990-ig. Ezt követően a Pest megyei Rendőr-főkapitánysághoz került, ahol az életvédelmi osztály csoportvezetője volt 1996-ig, ekkor kinevezték a Budapesti Rendőr-főkapitányság életvédelmi osztályának vezetőjévé.
1995-ben megkapta a rendőrségi tanácsos címet, 1998-ban az év budapesti rendőrévé választották. 2001. szeptember 15-én alezredesi rendfokozattal szerelt le a rendőrségtől. Nagykátán az MSZP képviselőjelöltje volt, az MSZP országos listáján 2002 nyarán lett országgyűlési képviselő.
2020-ban egy vagyonbiztonsági cég tulajdonosa. 2024 novemberében jelent meg a főszereplésével íródott Doszpot nyomoz című könyv Szlavicsek Judit tollából, melyben a valóság és a fikció keveredik.